# Ервас
Ервас (ісп. Hervás) — муніципалітет в Іспанії, у складі автономної спільноти Естремадура, у провінції Касерес. Населення — 4156 осіб (2010).
Муніципалітет розташований на відстані близько 280 км на захід від Мадрида, 123 км на північний схід від Касереса.

## Демографія
Динаміка населення (INE ):

## Галерея зображень

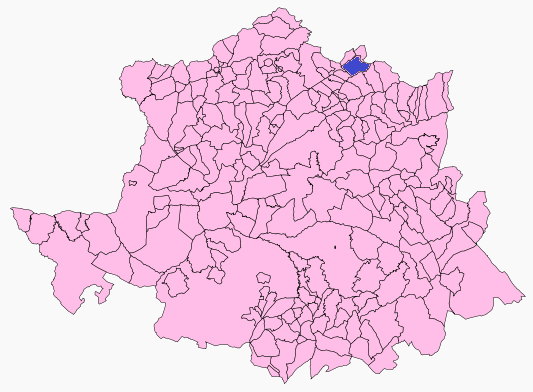
Розташування муніципалітету у провінції Касерес
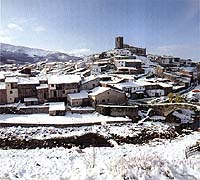
Ервас взимку
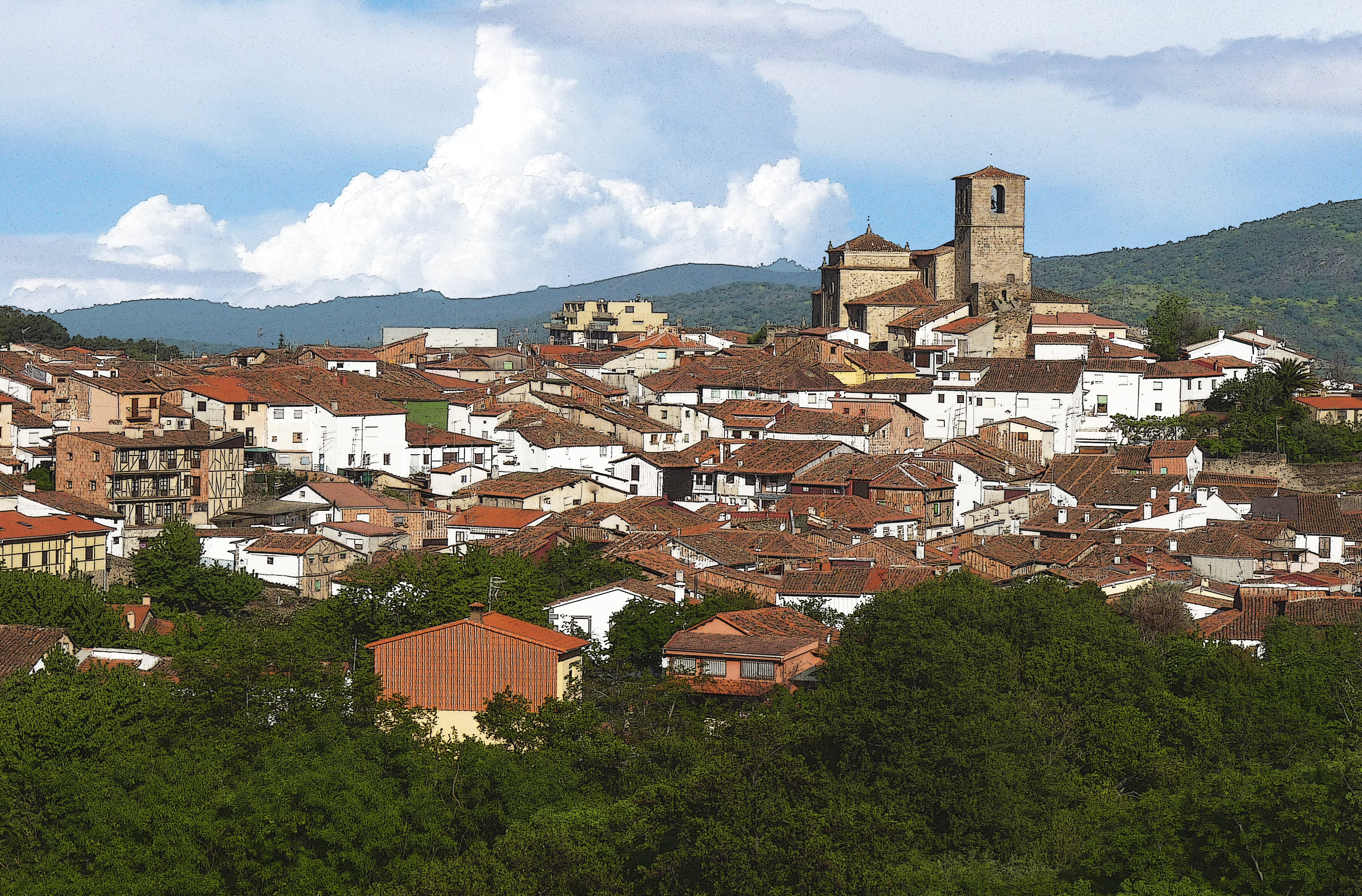
Панорама міста Ервас
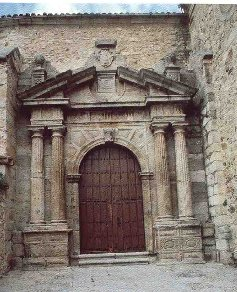
Церква Санта-Марія